# ソルリ
ソルリ（朝鮮語: 설리、本名：チェ・ジンリ（최진리、崔眞理）、1994年3月29日 - 2019年10月14日）は、大韓民国・釜山広域市出身の歌手、女優、タレント。韓国のアイドルグループf(x)の元メンバー。サブボーカルを担当していた。

## 来歴
- 2004年からMTM演技アカデミーに通い、翌年2005年にはドラマ『薯童謠』にソンファ姫の子ども時代の子役として出演した。その後、SMエンタテインメントのオーディションを受けて契約し、2009年にf(x)のメンバーとして歌手デビュー。
- 2012年、SBSドラマ『花ざかりの君たちへ』で主演。
- 2014年7月25日、f(x)としての活動休止。2015年8月7日、脱退。
- 2019年10月14日午後3時21分頃、京畿道（キョンギド）城南（ソンナム）市寿井(スジョン) 区にある自宅でマネージャーに遺体で発見された。享年25。自殺と見られており、ネットの悪質な書き込み等が原因でうつ病を患っていたとされる。

## 人物
- f(x)ではサブボーカルを担当していた。
- 兄が2人、年の離れた弟が1人いる。

## 出演

### ドラマ
- 愛は奇跡が必要（2005年、SBS） - ナ・ソンジュン 役
- 薯童謠～SONG OF THE PRINCE～（2005年-2006年、SBS） - 善花公主の子供時代
- コップンがやってきた（2006年、KBS2） - ノ・コップン 役
- オー!マイレディ（2010年、SBS） - ファッション・ショーのモデル役でカメオ出演
- ウェルカム・トゥ・ザ・ショー（2011年、SBS） - 人気歌謡MC
- 花ざかりの君たちへ For You Full Blossom（2012年、SBS） - 主演：ク・ジェヒ 役
- ホテルデルーナ～月明かりの恋人～（2019年、tvN） - ワン・ジウン 役

### 映画
- VACATION（2006年） - 幼少期のチンジュ 役
- パンチ・レディ（2007年） - 娘クァク・チュンシム 役
- 家族写真（2007年）
- バカ（2008年） - 幼いジホ役
- パイレーツ（2014年） - 黒猫 役
- ファッション王（2015年） - 主演：クァク・ウンジン 役
- Real（2017年） - ソン・ユファ 役
- ペルソナ：ソルリ「クリーンアイランド」（2019年制作、2023年公開） - 主演：4 役
- ペルソナ：ソルリ「ジンリに捧ぐ」（2019年制作、2023年公開） - ソルリ（本人）として

### 吹き替え
- Sammy's Adventures: The Secret Passage（2010年） - Hatchling Shelly 役

### MC
- 2010年2月7日 - 2011年11月13日 SBS『SBS人気歌謡』
- 2011年6月19日 - 6月26日 SBS『TV動物農場』ゲストMC出演